# Taillis
Taillis (tiếng Breton: Talieg) là một xã của tỉnh Ille-et-Vilaine, thuộc vùng Bretagne, miền tây bắc nước Pháp.

## Dân số
Người dân ở Taillis được gọi là Taillissiens.
| 1962                                            | 1968 | 1975 | 1982 | 1990 | 1999 |
| ----------------------------------------------- | ---- | ---- | ---- | ---- | ---- |
| 607                                             | 608  | 627  | 686  | 758  | 768  |
| Starting in 1962: Population without duplicates |      |      |      |      |      |